# بيله هو سفلي (مقاطعة دالاهو)
بيله‌هو سفلي (بالفارسية: بیله‌هو سفلی) هي قرية تقع في كرمانشاه في إيران. يقدر عدد سكانها بـ 58 نسمة .